# Derventio (Little Chester)
Derventio est une petite ville de la province romaine de Bretagne. Elle est devenue Little Chester, localité des environs de Derby, dans le comté anglais du Derbyshire.

## Description
Le premier camp romain des environs fut bâti sur l'autre rive de la Derwent (rivière du Derbyshire), à l'emplacement de Strutt's Park. Il fut déplacé autour de l'an 80 sur l'emplacement actuel de Little Chester, où il se maintint une quarantaine d'années avant d'être abandonné. La présence de ce camp, relié par route vers l'ouest à Icknield Street et vers l'est à Sawley, sur la Trent, suscita une intense activité romaine. Un établissement civil, centre de production de poterie et de sidérurgie fut fondé 600 mètres plus à l'est, sur la route de Sawley, à la hauteur de l'actuel hippodrome de Derby. Plus tard le camp lui-même fut réoccupé et réutilisé pendant encore une vingtaine d'années. À cette époque le talus défensif et la palissade de bois furent remodelés et incorporèrent des portes de pierre. Puis le camp resta inoccupé jusqu'à la fin du IIIe siècle, où un mur de pierre fut construit tout autour de la ville.
Il ne dépassa pas la fin du IVe siècle.
La moderne Old Chester Road traverse par le milieu le site du camp, qui fut coupé au XIXe siècle par une voie ferrée de la Midland Railway.
Le Derby Museum and Art Gallery abrite et expose des matériaux archéologiques trouvés à Derventio.

## Histoire

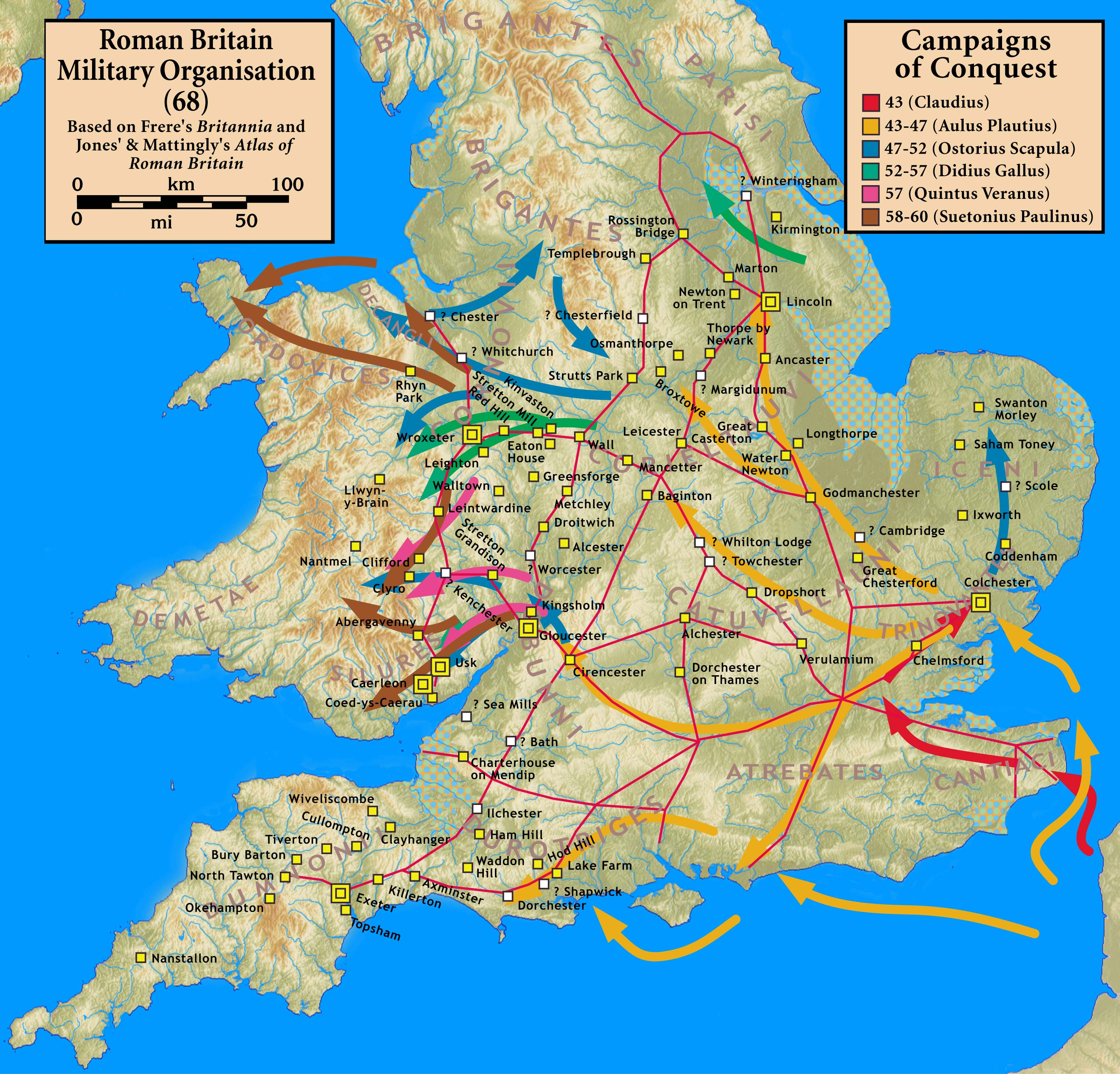
Les campagnes d'Ostorius Scapula.

Cette partie de la Bretagne insulaire était peuplée par la tribu des Cornovii. En 46-47, l'armée romaine, sous la direction du gouverneur Aulius Plautius avait probablement occupé les terres au sud de la Trent, qui en l'an 50 devait donc constituer la ligne de front. À défaut de documentation écrite sur la période, son histoire s'appuie sur les fouilles archéologiques. Vers la fin de 47, le nouveau gouverneur de la Bretagne, Publius Ostorius Scapula, lança une campagne contre les tribus implantées dans le Pays de Galles actuel et la plaine du Cheshire. Le camp romain de Strutt's Park était l'un de ceux qui venaient d'être construits le long de la voie d'approvisionnement nouvellement établie de Wroxeter à Rossington.
La campagne contre les Silures se poursuivit sous le gouverneur Quintus Veranius et son successeur Caius Suetonius Paulinus, mais le rôle de Strutt's Park était maintenant de maintenir la paix. Autour de l'an 74, la situation devint instable dans les territoires au nord de la Mersey et la reine Cartimandua dut demander l'aide romaine pour lutter contre une rébellion. Puis, en 78, Cnaeus Julius Agricola, resté fameux grâce à la biographie très flatteuse qu'a dressée de lui son gendre Tacite, fut fait gouverneur. Il renforça les fortifications, améliora l'infrastructure routière et mena plusieurs campagnes qui sont, quant à elles, bien documentées : il reprit d'abord les Galles du Nord, puis en 79 conquit contre les Brigantes et les Parisii toutes les terres d'Angleterre du Nord jusqu'à l'actuelle frontière écossaise. Le camp de Strutt's Park fut abandonné en 80, une fois celui de Derventio construit.
À son tour, le camp de Derventio est resté occupé une quarantaine d'années, jusqu'aux alentours de 120. C'est cette année-là que l'empereur Hadrien visita la Bretagne et ordonna la construction du mur qui porte son nom. La province mobilisait toujours des garnisons importantes, mais l'accent était maintenant mis sur la production industrielle. Derby produisait des poteries et avait accès aux mines de plomb du Peak District, vers le nord. La localité devint plus tard un centre métallurgique. Cette situation se prolongea durant les deux siècles suivants.